# Исаев, Николай Семёнович
Николай Семёнович Исаев (6 мая 1912, дер. Слюнино, Ямская волость, Рязанский уезд, Рязанская губерния, Российская империя — 5 января 1950, Свердловск, аэропорт Кольцово РСФСР, СССР) — советский футболист (крайний нападающий) и хоккеист.

## Карьера
Воспитанник дворового футбола. За свою карьеру выступал в советских командах «Буревестник» (Москва), ЦДКА, «Спартак» (Москва), «Стахановец» (Сталино) и «Крылья Советов» (Москва). Чемпион СССР по футболу 1938 года.
Также выступал в соревнованиях по хоккею с мячом, в 1940 и 1941 годах был финалистом Кубка СССР.
С 1947 года участвовал в соревнованиях по хоккею с шайбой, играл вратарём. В 1947—1948 годах выступал за московский «Спартак», а в 1948—1950 годах — за команду ВВС МВО. Сыграл более 25 матчей, был серебряным призёром чемпионатов СССР 1947 и 1948 годов.
Погиб в авиакатастрофе в составе хоккейной команды ВВС.